# Jungermannia gongshanensis
Jungermannia gongshanensis là một loài Rêu trong họ Jungermanniaceae. Loài này được C. Gao & J. Sun mô tả khoa học đầu tiên năm 2007.